# Skwer

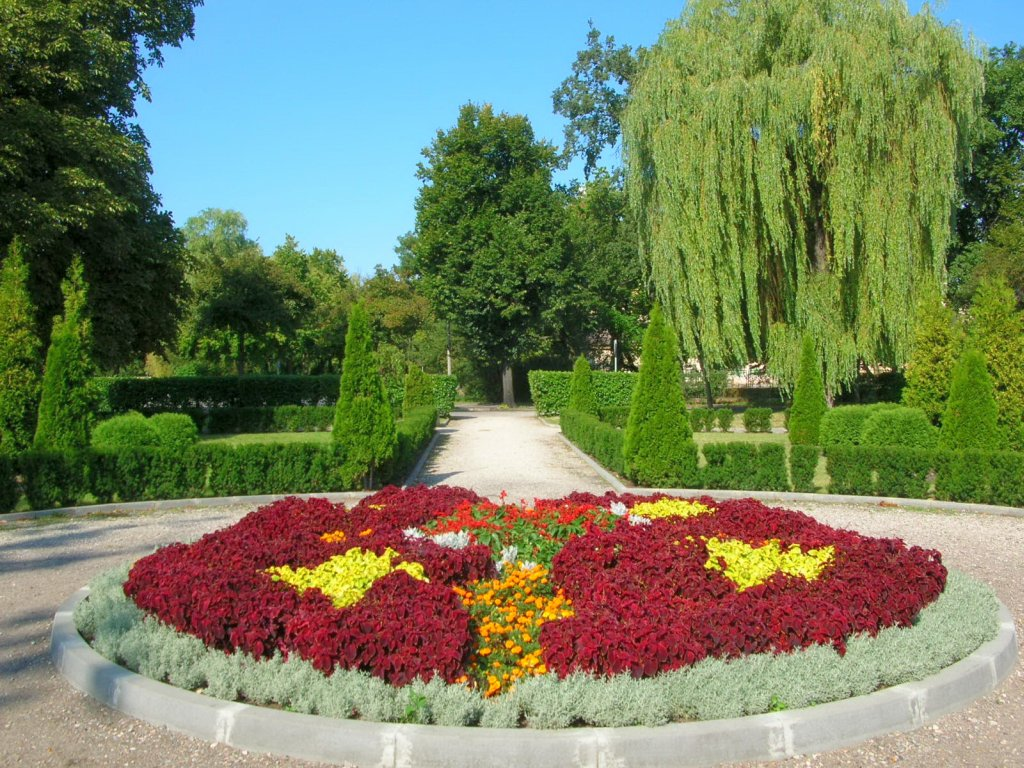
Skwer na Sielance w Bydgoszczy

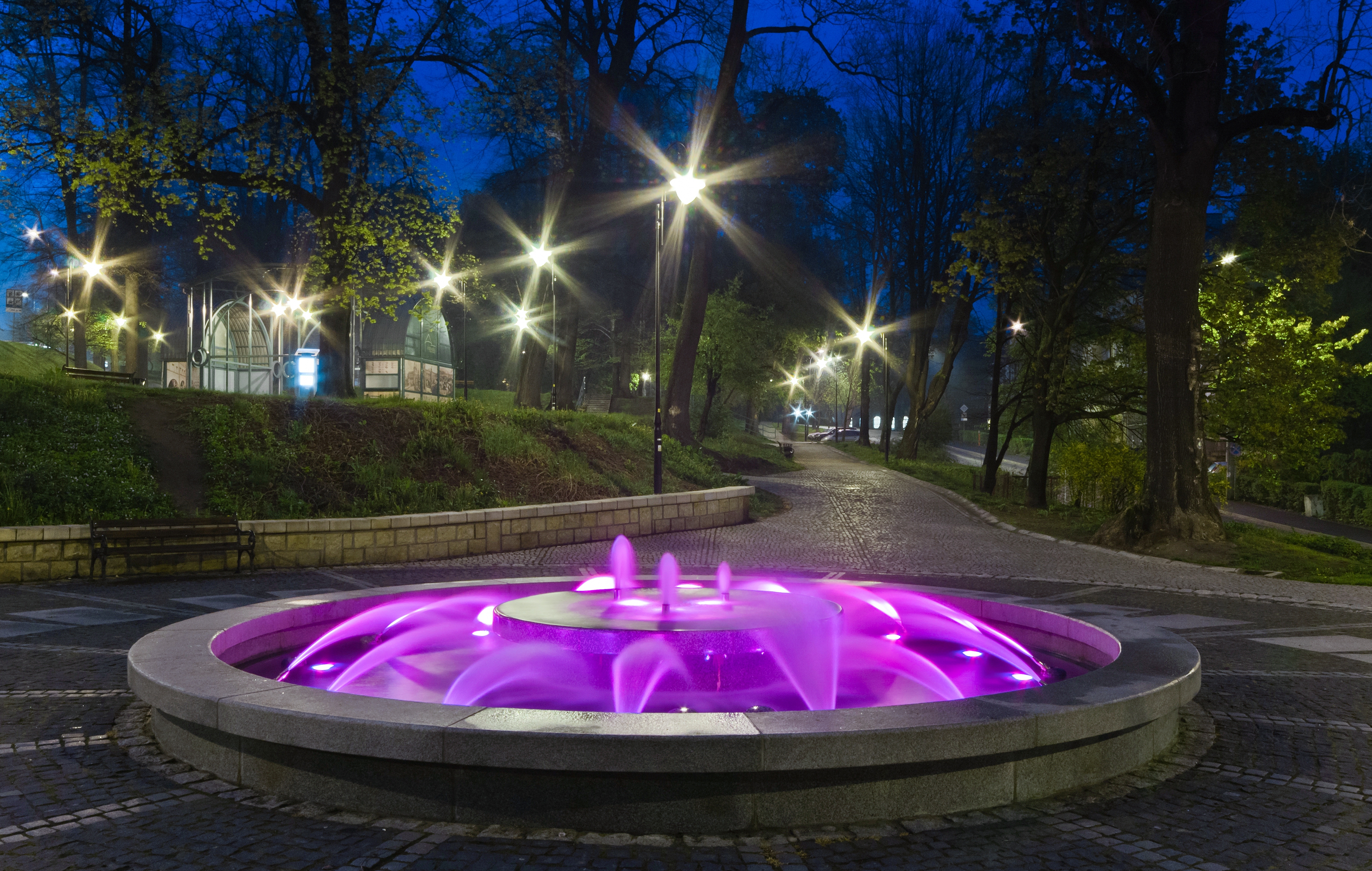
Skwer w Kłodzku

Skwer (ang. square, pol. kwadrat) – niezabudowany obszar na terenie miejscowości spełniający funkcje rekreacyjne.
Najczęściej skwer jest terenem zieleni z trawnikami, klombami, krzewami oraz drzewami, a niekiedy znajdują się tam fontanny, alejki, ławki i inny sprzęt rekreacyjny.
Poprzez wyraz skwer w znaczeniu prawnym należy rozumieć „budowle rekreacyjne i pozostałe”, które zostały enumeratywnie wymienione pod symbolem PKOB: sekcja-2, dział-24, grupa- 241, klasa- 2412 w załączniku „Polska Klasyfikacja Obiektów Budowlanych (PKOB)”.